# Nathan Boothe
Nathan Newman Boothe (Oak Park, Illinois, 3 de febrero de 1994) es un jugador de baloncesto estadounidense que pertenece a la plantilla del Darüşşafaka S.K. de la Türkiye Basketbol Süper Ligi, la primera categoría del baloncesto turco. Con 2,06 metros de estatura, juega en la posición de pívot.

## Trayectoria deportiva

### Universidad
Jugó cuatro temporadas con los Rockets de la Universidad de Toledo (Ohio), en las que promedió 11,8 puntos, 6,1 rebotes, 2,0 asistencias y 1,2 tapones por partido. En su primera temporada fue incluido en el mejor quinteto de novatos de la Mid-American Conference y ya en 2016 lo fue en el mejor quinteto absoluto de la conferencia, tras promediar 19,3 puntos y 9,0 rebotes por partido esa temporada.

### Profesional
Tras no ser elegido en el Draft de la NBA de 2016, jugó con Miami Heat las Ligas de Verano de la NBA, disputando tres partidos en los que promedió 2,7 puntos y 1,7 rebotes. En el mes de junio firmó contrato por una temporada con el Pistoia Basket de la Lega Basket Serie A italiana.
En la temporada 2021-22, firma por el Darüşşafaka S.K. de la Türkiye Basketbol Süper Ligi, la primera categoría del baloncesto turco.